# Daher-Socata TBM 900
Le TBM 900 est un avion monomoteur conçu et assemblé par le constructeur aéronautique français Daher. Héritier direct du TBM 850, le TBM 900 est commercialisé comme le mono-turbopropulseur le plus rapide du marché.

## Caractéristiques
Le TBM 900 est présenté officiellement le 12 mars 2014. Il atteint la vitesse de 330 nœuds (610 km/h) en croisière au niveau de vol 280 (8 500 m).
Avec une distance franchissable de 1730 milles marins (3 204 km) en vitesse de croisière, le TBM-900 peut parcourir 130 milles marins (240 km) de plus que son prédécesseur avec la même quantité de carburant.
Le 5 avril 2016, une nouvelle version est dévoilée, baptisée TBM 930. Il dispose d'une avionique et interface de pilotage améliorées Garmin G3000.
Le 6 avril 2017, le TBM 910, utilisant le Garmin G1000 NXi, est présenté à l’occasion du salon AERO Friedrichshafen.
Le 7 mars 2019, Daher dévoile le TBM 940, équipé d'une automanette et d'un mode de descente d'urgence automatique en cas de dépressurisation de la cabine (descente sous 12 000 pieds et virage à 90° pour sortir de l'Airways). Le premier exemplaire, le MSN 1281 immatriculé F-GKCJ entre en service le 28 mai 2019. L'autoland d'urgence est disponible sur le TBM 940 à partir de 2020.
Le 6 avril 2022, Daher présente le TBM 960 doté d'un nouveau moteur Pratt & Whitney Canada PT6E-66XT. Le 80e est annoncé livré le 24 juillet 2023, il est le 488e de la série. Le 500e de la série est annoncé livré 17 octobre 2023, une centaine de TBM 60 étant commandés à cette date.

## Développement
Le TBM 900 est le fruit d'un programme d’optimisation ayant pour base le précédent TBM 850 et aboutissant à de nombreuses modifications :
Modifications extérieures :
- Capot moteur en fibre de carbone
- Logements des trains d’atterrissage
- Hélice à 5 pales en matériau composite
- Échappements moteur
- Winglets en fibre de carbone
- Entrée d'air
- Cône de queue

Modifications intérieures :
- Contrôle de pressurisation automatique
- Système d'avionique intégré Garmin G1000
- Mono-manette de commande moteur
- Finitions intérieures

## Commercialisation
Le TBM 900 est l'aboutissement d'un programme ayant nécessité 160 000 heures de travaux de recherche et développement, et plus de 200 heures d’essais en vol. Certifié en décembre 2013, le TBM 900 est proposé au prix catalogue de 3,7 M$. En mai 2014, quarante commandes avaient été passées depuis son lancement commercial en janvier 2014 et la livraison des six premiers exemplaires a eu lieu courant mars 2014.
En février 2021, la direction générale de l'Armement annonce l'achat de 4 TBM-940 pour 21,8 millions d'euros destiné au DGA Essais en vol. Le premier est réceptionné le 21 octobre 2021.
|     | 2014 | 2015 | 2016 | 2017 | 2018 | 2019 | 2020 |
| --- | ---- | ---- | ---- | ---- | ---- | ---- | ---- |
| 900 | 51   | 55   | 8    |      |      |      |      |
| 930 |      |      | 46   | 28   | 21   | 12   |      |
| 910 |      |      |      | 29   | 29   | 11   | 1    |
| 940 |      |      |      |      |      | 35   | 41   |

## Records
Le 9 mars 2019, le TBM 930 immatriculé N444CD bat le record de la traversée de l'Atlantique Nord (New York - Le Bourget) en monomoteur en 8 heures 36 minutes. Pour ce vol, il a été équipé d'un réservoir supplémentaire dans la cabine. Il aura été quatre fois plus rapide que Charles Lindbergh sur ce parcours — lequel avait atterri au Bourget après un vol de trente-trois heures et trente minutes.